# Neutralité du réseau au Canada
La neutralité du réseau au Canada réfère aux dispositions particulières de ce pays quant aux modalités d'accès à l'Internet pour ses habitants.

## CRTC
L'organisme législatif fédéral encadrant les communications du Canada est le Conseil de la radiodiffusion et des télécommunications canadiennes (CRTC).
En avril 2017, le CRTC prend certaines décisions visant à renforcer la neutralité du réseau,,.